# Yorke-Inseln
Die Yorke-Inseln sind eine australische Inselgruppe im Norden des Archipels der Torres-Strait-Inseln. Sie liegen etwa 85 km südöstlich von Papua-Neuguinea und 135 km nordöstlich der Nordspitze Australiens. Die Inselgruppe grenzt im Osten an die Murray-Inseln im Süden an die Bourke-Inseln.
Es handelt sich bei den Yorke-Inseln um kleine Koralleninseln. Lediglich die Hauptinsel Yorke ist bewohnt.
Die Gruppe besteht aus sechs Inseln, von denen Yorke und Kodall auf einem gemeinsamen Riff aufliegen:
| Inselname               | Bevölkerung (2016) | Fläche km² | Geokoordinaten       |
| ----------------------- | ------------------ | ---------- | -------------------- |
| Yorke Island (Masig)    | 270                | 1,62       | 9° 45′ S, 143° 25′ O |
| Kodall Islet            | -                  | 0,30       | 9° 44′ S, 143° 27′ O |
| Keats Island (Homogar)  | -                  | 0,05       | 9° 42′ S, 143° 26′ O |
| Marsden Islet (Igab)    | -                  | 0,21       | 9° 43′ S, 143° 22′ O |
| Rennell Island (Mawarr) | -                  | 0,46       | 9° 46′ S, 143° 16′ O |
| Smith Cay               | -                  | 0,02       | 9° 46′ S, 143° 19′ O |

Verwaltungstechnisch gehören die Yorke-Inseln zu den Central Islands, einer Inselregion im Verwaltungsbezirk Torres Shire von Queensland.